# Český institut pro marketing
Český institut pro marketing (CIMA) je český spolek založený v roce 1992, s cílem působit v oblasti rozvoje pracovníků v marketingu, prodeji, managementu a personalistiky.
V Česku začal působit na základě dohody mezi českou a nizozemskou vládou; inspirací se stala obdobná organizace NIMA fungující v Nizozemském království. CIMA organizuje marketingové kurzy CIMA-A, CIMA-B a CIMA-C a kurzy prodejců CIMA-A a CIMA-B.
Český institut pro marketing je členem Evropské marketingové konfederace. Od vzniku institutu do konce roku 2016 jeho vzdělávacími programy prošlo zhruba 14 000 marketérů. Průměrná úspěšnost u zkoušek je zhruba 82 %.